# Brasiliens ambassad i Stockholm
Brasiliens ambassad i Stockholm är Brasiliens diplomatiska representation i Sverige. Ambassadör sedan 2022 är Maria Luisa Escorel de Moraes. Ambassaden upprättades 1813. Diplomatkoden på beskickningens bilar är EP.

## Fastigheter
Ambassaden var belägen i fastigheten Tofslärkan 7 vid Odengatan 3 i Lärkstaden mellan 1999 och 2018. Byggnaden uppfördes ursprungligen 1909–1910. Byggherre tillika arkitekt var Folke Zettervall som nyttjade den som sin privatbostad. Tidigare adresser var på Blasieholmstorg 11A (1927–1931), Sturegatan 12 (1932–1966), Banérgatan 8 (1967–1975), åter Sturegatan 12 (1976–1993), Sturegatan 11 (1993–1998) samt Odengatan 3 (1998–2018). Sedan 2018 är ambassaden belägen på Kungsgatan 88 på Kungsholmen.

## Beskickningschefer
| Namn                                | Period    | Funktion   |
| ----------------------------------- | --------- | ---------- |
| ?                                   | ????–???? | Ambassadör |
| Antonino Lisboa Mena Gonçalves      | 2006–2011 | Ambassadör |
| Leda Camargo                        | 2011–2014 | Ambassadör |
| Marcos Pinta Gama                   | 2014–2018 | Ambassadör |
| Nelson Antonio Tabajara de Oliveira | 2018–2022 | Ambassadör |
| Maria Luisa Escorel de Moraes       | 2022–     | Ambassadör |